# AHK-toong BAY-bi Covered
AHK-toong BAY-bi Covered è un album tributo al gruppo musicale rock irlandese U2, pubblicato il 26 ottobre 2011.
Il disco è stato organizzato dalla rivista musicale britannica Q per festeggiare il 20º anniversario dell'uscita del disco del gruppo Achtung Baby avvenuta nel 1991, contiene le stesse canzoni dell'album originale reinterpretate da artisti vari, eccetto Even Better Than the Real Thing  che è l'unica traccia eseguita dagli U2 e mixata da Stuart Price.

## Tracce
1. Zoo Station - 6:28 (Nine Inch Nails)
2. Even Better Than the Real Thing (Jacques Lu Cont Mix) - 6:39 (U2)
3. One - 5:26 (Damien Rice)
4. Until the End of the World - 3:36 (Patti Smith)
5. Who's Gonna Ride Your Wild Horses - 5:16 (Garbage)
6. So Cruel - 6:02 (Depeche Mode)
7. The Fly - 4:16 (Gavin Friday)
8. Mysterious Ways - 4:48 (Snow Patrol)
9. Tryin' to Throw Your Arms Around the World - 4:33 (The Fray)
10. Ultraviolet (Light My Way) - 4:53 (The Killers)
11. Acrobat - 4:08  (Glasvegas)
12. Love Is Blindness - 3:20 (Jack White)